# Fantasie (film)
Fantasie (Les Fantasmes) è un film francese del 2021 diretto da David e Stéphane Foenkinos, remake del film australiano del 2014 The Little Death di Josh Lawson.

## Trama
Il film racconta la storia di sei coppie che sperimentano le proprie fantasie erotiche.